# دابل اس ۵۰۱ (گروه خواننده)
دابل اس ۵۰۱ (به کره‌ای:더블에스오공일 به انگلیسی: SS501) (از ۲۰۰۵ تا ۲۰۱۰)گروه خواننده در کره جنوبی بوده‌است؛ که توسط مدیریت دی اس پی تشکیل شده بود.

## شروع به کار
دابل اس در ۸ ژوئن سال ۲۰۰۵ اولین کار خود را با آلبومی صوتی به نام (هشدار) شروع کرد.

## ساخت اسم گروه
اس اول برای سوپر استار و خورشید و ستاره star/sun اس دوم برای خواننده (به انگلیسی: singer) عدد ۵ برای تعداد اعضای گروه و ترکیب ۵ ۰ ۱ به معنی: ۵ نفر برای یک هدف. به دلیل همین نام‌گذاری اولین ویدئو کلیپ خودرا هم به نام (اس تی ۵۰۱ به انگلیسی: ST 501) منتشر کردند.

## آلبوم‌ها
آلبوم کوتاه به زبان کره‌ای
- ۲۰۰۵: هشدار warning
- ۲۰۰۵: شاهزاده برفی snow prince
- ۲۰۰۸: Deja Vu(خوشبختم)
- ۲۰۰۸: مشاهده
- ۲۰۰۸: مرد تو ur man
- ۲۰۰۹: انفرادی مجموعه
- ۲۰۰۹: تولد دوباره agian
- ۲۰۱۰: مقصد

ویدئو کلیپ‌های ژاپنی
- ۲۰۰۷: SS501
- ۲۰۰۹: تمام عشق من

تک آهنگ
- ۲۰۰۷: Kokoro
- ۲۰۰۷: فاصله
- ۲۰۰۸: بخت و اقبال روز

## بازگشت دابل اس
دابل اس در سال ۲۰۱۶ مجدداً کار خود را با سه عضو شروع کرد. هئو یونگ سنگ، کیم کیو جونگ و کیم هیونگ جون تحت عنوان SS301 شروع به کار کردند که زیر مجموعه همان گروه قبلی است. آن‌ها اولین آلبوم خود را با نام pain منتشر کردندکه بسیار شگفت زده کننده است
به گفتهٔ هو یونگ سنگ پرنس گروه دابل اس در پانزدهمین سالگرد گروه امیدوارند که بتوانند دوباره پنج نفره به روی صحنه حاضر بشوند و به قول شان که بازگشت دوباره بود عمل کنند ولی هنوز زمان دقیق بازگشت شان مشخص نیست 
اما در روز ۱۸ خرداد ۱۴۰۱ که هفدمین سالگرد گروه بود آنها همچنان بازگشت ندادند اما میتوانید شاهد کارها و فعالیت های سولو و یا تک نفره آنها باشید 

## External links
- SS501 DSP Media official homepage (به کره‌ای) (official Japanese homepage (به ژاپنی))